# Strigea robusta
Strigea robusta (лат.) — вид трематод из семейства Strigeidae. Вызывает развитие деформаций конечностей головастиков зелёных лягушек, известных в науке как «аномалия P». Впервые «аномалию P» описал известный французский биолог Жан Ростан. Это второй случай деформации конечностей у амфибий под действием трематод в сторону их увеличения, затрагивающий территорию Евразии. Первый вариант известен для амфибий Северной Америки под действием трематоды Ribeiroia ondatrae.

## Морфология
Марита. Тело 2—2,5 мм длины, разделённое на два приблизительно равных сегмента. Передний сегмент с маленьким отверстием головной чаши, с широкими латеральными утолщениями, в которых сосредоточены желточные фолликулы в виде двух компактных симметричных скоплений. Часть фолликулов заходит в стенку головной чащи почти до уровня брюшной присоски. Ширина переднего сегмента почти в 1,5 раза превышает таковую заднего сегмента и равна 1.5 мм. Задний сегмент мешковидный, изогнутый, желточные фолликулы внутри сосредоточены на вентральной стороне, спускаясь кзади до полового атриума. Область атриума слабо отделена. Присоски сближены. Ротовая присоска диаметром 0,1 мм расположена субмаргинально. Брюшная присоска 0,150 мм в диаметре; фаринкс — 0,1 мм. Семенники компактные, крупнолопастные. Половой конус крупный, овоидный. Половое отверстие терминальное. Размеры яиц 0,090 — 0,1×0,055 мм.
Метацеркария. Метацеркарии в цистах, покрытых толстыми слоистыми гиалиновыми стенками. Тело грушевидное, с широким, но коротким задним сегментом, заполняет собой почти всю полость цисты. Ветральная впадина глубокая, карманообразная, скрывающая брюшную присоску и лопасти органа Брандеса. В основании лопастей лежит комплекс желез в виде вытянутого овального тела. Вторичная экскреторная система тетракотилидного типа.

## Систематика
Вид был описан от домашней утки на территории Восточной Пруссии и был отнесён к новому роду Parastrigea Szidat, 1928. К. Оденинг свёл в синонимы Parastrigea anati Bychowskaja-Pawlowskaja et Zhukov, 1953, описанный из Западной Сибири от кряквы. Согласно молекулярно-генетическим исследованиям Parastrigea robusta оказалась в пределах рода Strigea Abildgaard, 1790.

## Распространение
Вид был встречен в Германии, Чехии, Румынии, Литве, Украине, России, Казахстане, Туркмении, Киргизии (Иссык-Кульской котловине). В России отмечен в Калининградской области, дельте Волги, Волжском бассейне (Пензенская область), Западной Сибири и на озере Байкал.

## Жизненный цикл
Впервые жизненный цикл паразита был описан К. Оденингом на территории современной Германии и Войтеком в Чехии. Выход мирацидиев из яиц при температуре 18—21°С наблюдается на 9—12 сутки.
Первый промежуточный хозяин. В качестве первого промежуточного хозяина зарегистрированы Anisus vortex, Anisus leucostoma, Bathyomphallus contortus, Gyraulus albus, Planorbis planorbis, Segmentina nitida. В Германии был также зарегистрирован случай паразитирования в Gyraulus parvus. В заповеднике «Приволжская лесостепь» впервые отмечен в качестве первого промежуточного хозяина Planorbarius corneus, что было изначально экспериментально доказано Войтеком в лабораторных условиях.
Второй промежуточный хозяин. В качестве второго промежуточного хозяина отмечены амфибии, причём как личинки, так и взрослые. Метацеркарии локализуются под кожей хвоста и туловища. У головастиков зелёных лягушек наблюдается развитие аномалии P, проявляющейся в лёгкой форме (полидактилия) или тяжелых деформациях конечностей. Метацеркарии найдены у особей обыкновенного тритона, огненной саламандры (экспериментально), краснобрюхой жерлянки, серой жабы, остромордой, травяной, прудовой, съедобной, и озёрной лягушек. При этом у синтопично обитающих в новых «прудах с монстрами» Островцовской лесостепи Rana arvalis, Pelobates vespertinus и Lissotriton vulgaris аномалия P не найдена.
Окончательный хозяин. Окончательными хозяевами служат утиные птицы. В Чехии зарегистрированы два вида утиных птиц: кряква (у 14 особей из 520) и хохлатая чернеть (у 2 из 234 особей). В. Е. Судариков отмечает более широкий спектр утиных птиц (помимо предыдущих двух видов): шилохвость, широконоска, свиязь, чирок-свистунок, чирок-трескунок, красноголовый нырок, гоголь, но также и хищных птиц и поганок: канюк, болотный лунь, полевой лунь, чеглок, коршун, скопа, чомга, малая поганка.

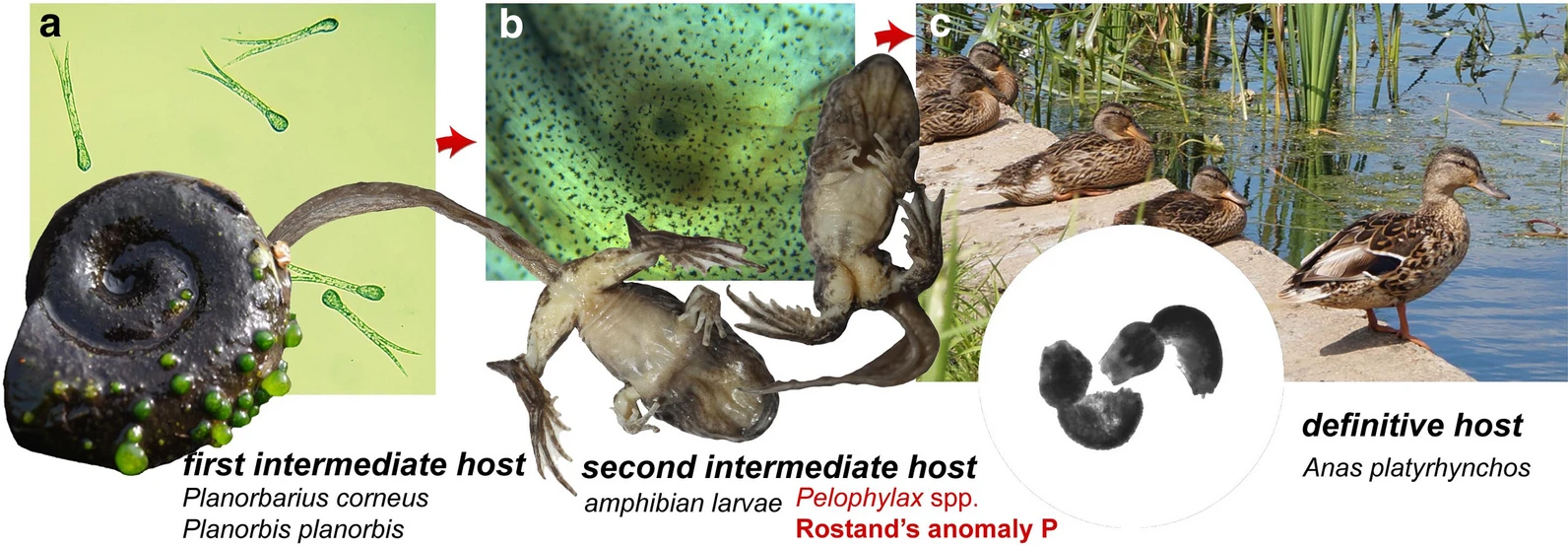

## Деформация конечностей у амфибий
В 1949 году Жан Ростан исследовал выборку зелёных лягушек из пруда Тревиньон (Финистер, Франция), в которой 9 особей из 49 (18,4 %) имели полидактилию, при этом у части особей не только на задних, но и на передних конечностях. Исследование характера наследования аномалии привели Ростана к пониманию того, что она не наследуется и обусловлена действием определенного фактора окружающей среды. Желание более подробно изучить развитие аномалии при закладке конечностей привело Ж. Ростана в 1952 году к открытию у головастиков более сложных и несовместимых с жизнью аномалий, названных им «аномалией P». Ростан изучал причины аномалии в течение 20 лет, но так и не установил природу данных аномалий. Спустя почти полвека, в 2016 году аномалия P была переоткрыта на территории России (найдены массовая полидактилия и, впервые, тяжелые случаи деформации конечностей), а также было найдено еще несколько местообитаний на Восточно-Европейской равнине. В 2019 году аномалия была вновь получена в лаборатории при содержании головастиков зелёных лягушек с роговой катушкой Planorbarius corneus. В 2020 году было опубликовано исследование, в котором доказано, что аномалия P вызывается действием трематоды Strigea robusta. При этом тяжесть аномалий связана со стадией развития конечностей головастика: при заражении на ранних стадях развития конечности проявлялась в последующем тяжелая форма аномалии, тогда как при заражении головастиков с уже развивающейся конечностью формировалась полидактилия (легкая форма) или нормальная конечность.

## Влияние на популяции амфибий
Трематоды Strigea robusta приводили к гиперинвазии особей в популяциях обыкновенного тритона и даже приводили к вымиранию локальных популяций, что было описано в окрестностях Кобленца в Германии.